# Geolycosa gofensis
Geolycosa gofensis är en spindelart som först beskrevs av Embrik Strand 1906.  Geolycosa gofensis ingår i släktet Geolycosa och familjen vargspindlar. Inga underarter finns listade i Catalogue of Life.